# Зихем, Алойзиус
Алоизиус Фердинандус Зихем, C.Ss.R. (нидерл. Aloysius Ferdinandus Zichem; 28 февраля 1933, Парамарибо, Колония Суринам, Нидерланды — 11 ноября 2016, Парамарибо, Суринам) — прелат Римско-католической церкви, член Конгрегации Святейшего Искупителя, 2-й епископ Парамарибо, 1-й титулярный епископ Фуэртовентуры.

## Биография
Алойзиус Фердинандус Зихем родился в Парамарибо 28 февраля 1933 года. 8 сентября 1955 года вступил в Конгрегацию Святейшего Искупителя, где 14 августа 1960 года был рукоположён в сан священника.
2 октября 1969 года его римский папа Павел VI назначил его вспомогательным епископом Парамарибо и возвёл в сан титулярного епископа Фуэртевентуры. Епископскую хиротонию Зихема 8 февраля 1970 года возглавил Стефанус Кюйперс, епископ Парамарибо, которому сослужили кардинал Бернард Ян Алфрик, архиепископ Утрехта и Йоаннес Мария Михаэль Холтерман, O.P., епископ Виллемстада. Своим девизом он избрал фразу «Любовь переносит всё» (лат. Amore Traxit Omnia).
30 августа 1971 года Зихем стал вторым епископом Парамарибо. Он взошёл на кафедру 24 октября того же года. 1 января 2003 года епископ перенёс инсульт. В результате он был вынужден подать прошение об уходе на покой. 9 августа 2003 года его прошение было удовлетворено Святым Престолом. Преемником Зихема на кафедре Парамарибо стал Вилхелмус де Беккер, который родился и обучался в Нидерландах.
Зихем был первым суринамцем, возглавившим общину Римско-католической церкви в Суринаме. Все его предшественники нидерландцами. Он умер в Парамарибо 13 ноября 2016 года и был похоронен 20 ноября того же года, после панихиды в кафедральном соборе Святых Петра и Павла.